# Середземноморська раса

Ірландець середземноморського типу, з книги Августа Генрі Кіна «Людина, минуле і теперішнє» (1899).

Середземноморська раса (англ. Mediterranean race) - підраса (антропологічний тип) у складі європеоїдної раси. Виділена під назвою homo mediterranaeus французьким соціологом  Ж. Лапуж в кінці XIX ст. У першій половині XX ст. термін широко вживався антропологами (зокрема, цю расу виділяли У. Ріплі, Е. Ейкштедт, К. Кун).

## Характерні ознаки
Раса характеризується: середнім зростом, астенічною статурою, як правило, високим лицем, чорними або переважно темними волоссям і очима мигдалеподібного розрізу, більш- менш смаглявою шкірою, рясним зростанням бороди, довгим і вузьким носом з прямою спинкою, більш товстими, ніж у північних європеоїдів губами і долихокефалією. Серед цієї раси виділяється багато різновидів, східноєвропейський різновид середземноморської раси називається понтійською расою.

## Представники
Більшу частину населення Піренейського півострова, південно-західної Франції, південної та центральної Італії, Ізраїлю, Сирії, Палестини, Вірменії, західної Грузії (зокрема, Мегрелії і Аджарії), Черкесії (нині Кабардино-Балкарія, Карачаєво-Черкесія, Адигея, Краснодарський край, Ставропольський край), Північного Кавказу, Абхазії, здебільшого Лівану, південної та східної Греції, островів Середземного моря, а також Північної Африки (бербери, араби), Аравійського півострова, Азербайджану, Іраку, здебільшого Туреччини, Ірану, Афганістану, здебільшого Пакистану і Північної Індії відносять до середземноморської раси . Також до цієї раси відносилося населення мінойської цивілізації на острові Крит.

## Атланто-середземноморська раса
Виділяється багатьма антропологами. Це високорослий, вузьколиций середземноморець. Атланто-середземноморська раса поширена у всій південно-західній Європі, зокрема, в Португалії, північної Італії та південній Франції.
Відмінності від грацильного середземноморського типу:
- вужче обличчя;
- вищий зріст;
- подовження черепного індексу - долихокефалія.